# Santa Giusta
Santa Giusta är en ort och kommun i provinsen Oristano i regionen Sardinien i Italien. Kommunen hade 4 807 invånare (2017).